# Résolution 955 du Conseil de sécurité des Nations unies
Membres permanents
- Chine
- États-Unis
- France
- Royaume-Uni
- Russie

Membres non permanents
- Argentine
- Brésil
- Djibouti
- Espagne
- Nigéria
- Nouvelle-Zélande
- Oman
- Pakistan
- République tchèque
- Rwanda

Résolution no 954 Résolution no 956
La résolution 955 du Conseil de sécurité des Nations unies a été adoptée le 8 novembre 1994. Après avoir rappelé toutes ses résolutions sur le Rwanda, le Conseil de sécurité a noté que de graves violations du droit international humanitaire avaient eu lieu dans le pays et, agissant en vertu du chapitre VII de la Charte des Nations unies, a établi le Tribunal pénal international pour le Rwanda (TPIR).
Le Conseil a apprécié le travail de la Commission d'experts créée dans la résolution 935 (1994) et a exprimé sa préoccupation face aux informations faisant état de génocide et d'autres violations généralisées du droit international humanitaire ayant eu lieu au Rwanda. Il a déclaré que la situation constituait une menace pour la paix et la sécurité internationales et qu'il était déterminé à mettre un terme à ces crimes et à traduire les responsables en justice afin de rétablir la paix. Le Conseil estime que la création d'un tribunal international garantirait que de telles violations prennent fin et soient traitées . À cet égard, la nécessité d'une coopération internationale pour renforcer le système judiciaire au Rwanda a été soulignée.
Le TPIR et son Statut ont été créés après avoir pris connaissance de la demande du gouvernement rwandais de créer un tribunal international chargé de poursuivre les violations graves du droit international humanitaire commises au Rwanda entre le 1er janvier et le 31 décembre 1994. Tous les pays ont été invités à coopérer avec le TPIR et ses organes et à prendre des mesures dans le cadre de leur droit interne pour mettre en œuvre la présente résolution. Des fonds, des équipements et des services pour le tribunal ont également été demandés afin de soutenir le processus. Le gouvernement rwandais serait informé avant que des décisions ne soient prises concernant l'exécution ou la commutation des peines en vertu des articles 26 et 27 du Statut du Tribunal international pour le Rwanda.
Le secrétaire général Boutros Boutros-Ghali a été prié d'assurer la mise en œuvre immédiate de la résolution actuelle et de prendre des dispositions pour le fonctionnement du tribunal, y compris des recommandations concernant l'emplacement du TPIR. Celle-ci sera déterminée en tenant compte de considérations de justice et d’équité ainsi que d’efficacité administrative, d’accès aux témoins et d’économie. La résolution a également noté que le TPIR pourrait se réunir hors de son siège pour discuter de ses fonctions. Le Conseil a conclu en déclarant que le nombre de juges et de chambres de première instance pourrait être augmenté si nécessaire.
La résolution 955 a été adoptée par 13 voix pour et 1 voix contre du Rwanda qui siégeait à cette époque en tant que membre non-permanent du Conseil de sécurité, tandis que la Chine s'est abstenue lors du vote. La Chine a expliqué sont abstention en ce qu'elle considérait le génocide comme une question interne au Rwanda.

## Rejet rwandais
Bien que le Rwanda ait formellement demandé au Conseil de sécurité de créer un tribunal international, le gouvernement rwandais s'est opposé à la résolution 955. La délégation rwandaise a donné plusieurs raisons pour ce rejet,:
1. La période couverte par le tribunal, du 1er janvier au 31 décembre 1994, était insuffisante et devrait être remplacée par la période de la guerre civile rwandaise, du 1er octobre 1990 au 17 juillet 1994. Le Rwanda a soutenu que cela était nécessaire pour inclure la prétendue phase de planification du génocide ;
2. Il y avait trop peu de juges dans les chambres de première instance et le tribunal devrait avoir sa propre chambre d'appel et son propre procureur, au lieu de partager ces entités avec le TPIY ;
3. Le tribunal devrait se concentrer sur le crime de génocide, au lieu de « disperser son énergie en poursuivant les crimes qui relèvent de la compétence des tribunaux internes » ;
4. « Certains pays, qu'il n'est pas nécessaire de nommer ici » et qui « ont pris une part très active à la guerre civile », ne devraient pas être autorisés à « proposer des candidats à la magistrature et à participer à leur élection » ;
5. Les personnes poursuivies par le tribunal devaient être emprisonnées dans des pays tiers, qui « auraient le pouvoir de prendre des décisions concernant les détenus », alors que cela devrait revenir au « Tribunal international ou au moins au peuple rwandais » ;
6. Le statut du TPIR exclut la peine de mort, alors que celle-ci est prévue par le code pénal rwandais, créant ainsi une « disparité des peines » ;
7. Le siège du tribunal soit au Rwanda. La délégation rwandaise « a été surprise de constater que les auteurs du projet hésitent encore à indiquer où sera le futur siège du Tribunal ».

Malgré ce rejet, la délégation rwandaise a affirmé que « le Rwanda veut et croit en un tribunal international pour le Rwanda ».

## Voir également
- Histoire du Rwanda
- Guerre civile rwandaise
- Génocide rwandais
- Mission d'observation des Nations unies en Ouganda et au Rwanda